# کاوری (رود)
کاوری (به انگلیسی: Kaveri) یک رود در کشور هند است.
این رود که از روستای تالاکاوری در ایالت کارناتاکا سرچشمه میگیرد و پس از طی ۷۶۵ کیلومتر در پوهار، ایالت تامیل نادو به خلیج بنگال می‌ریزد.

## نگارخانه

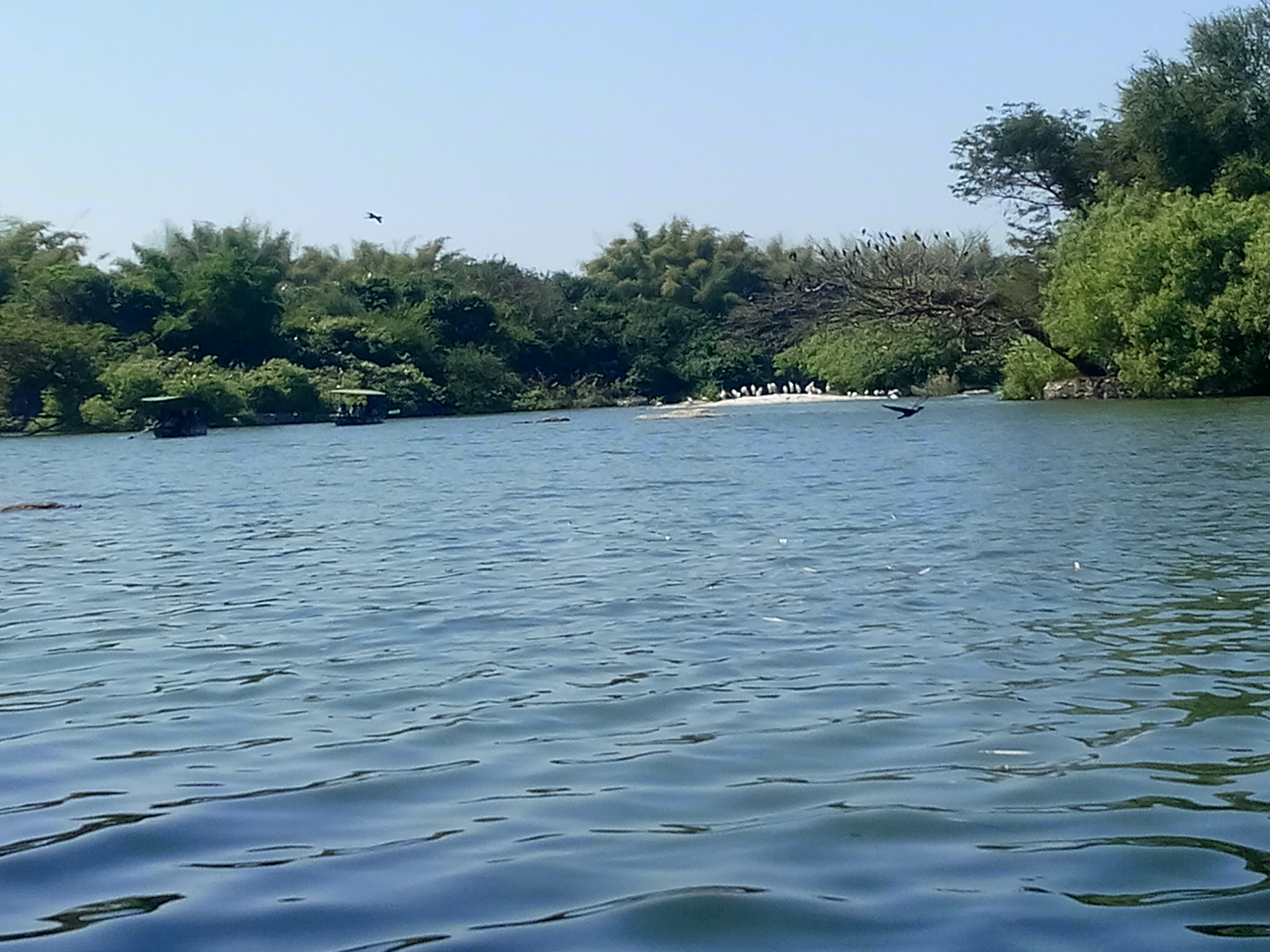
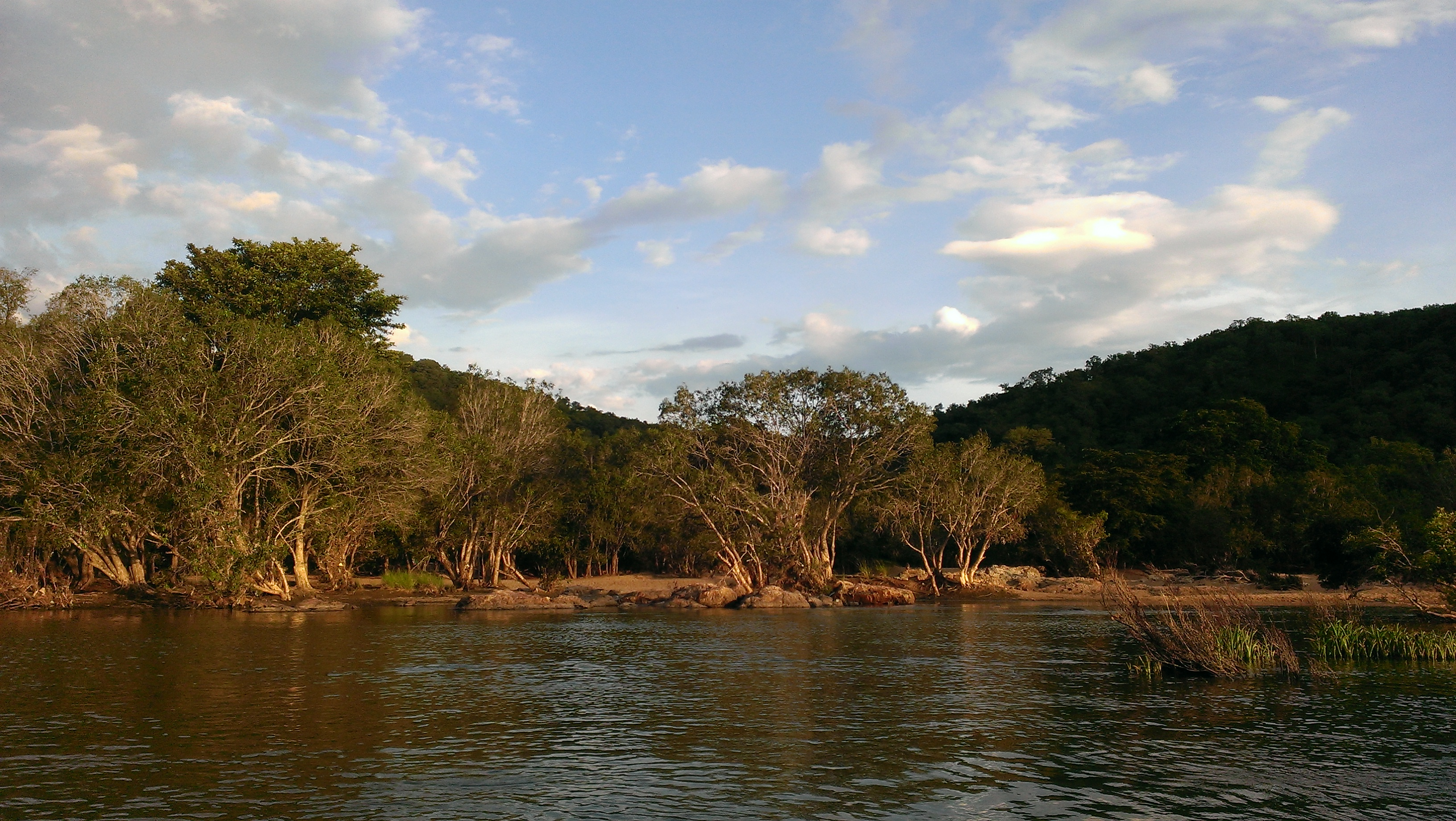
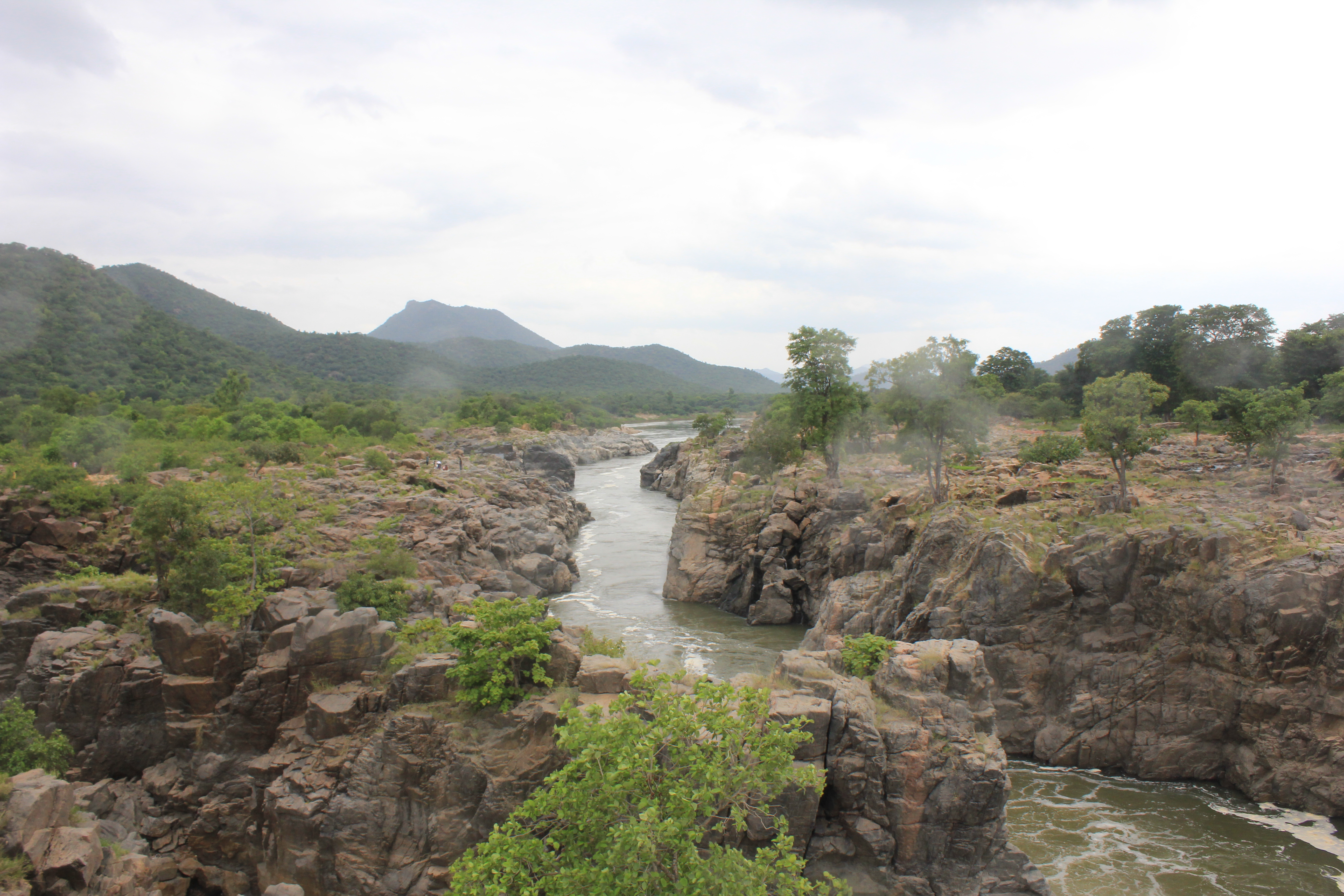
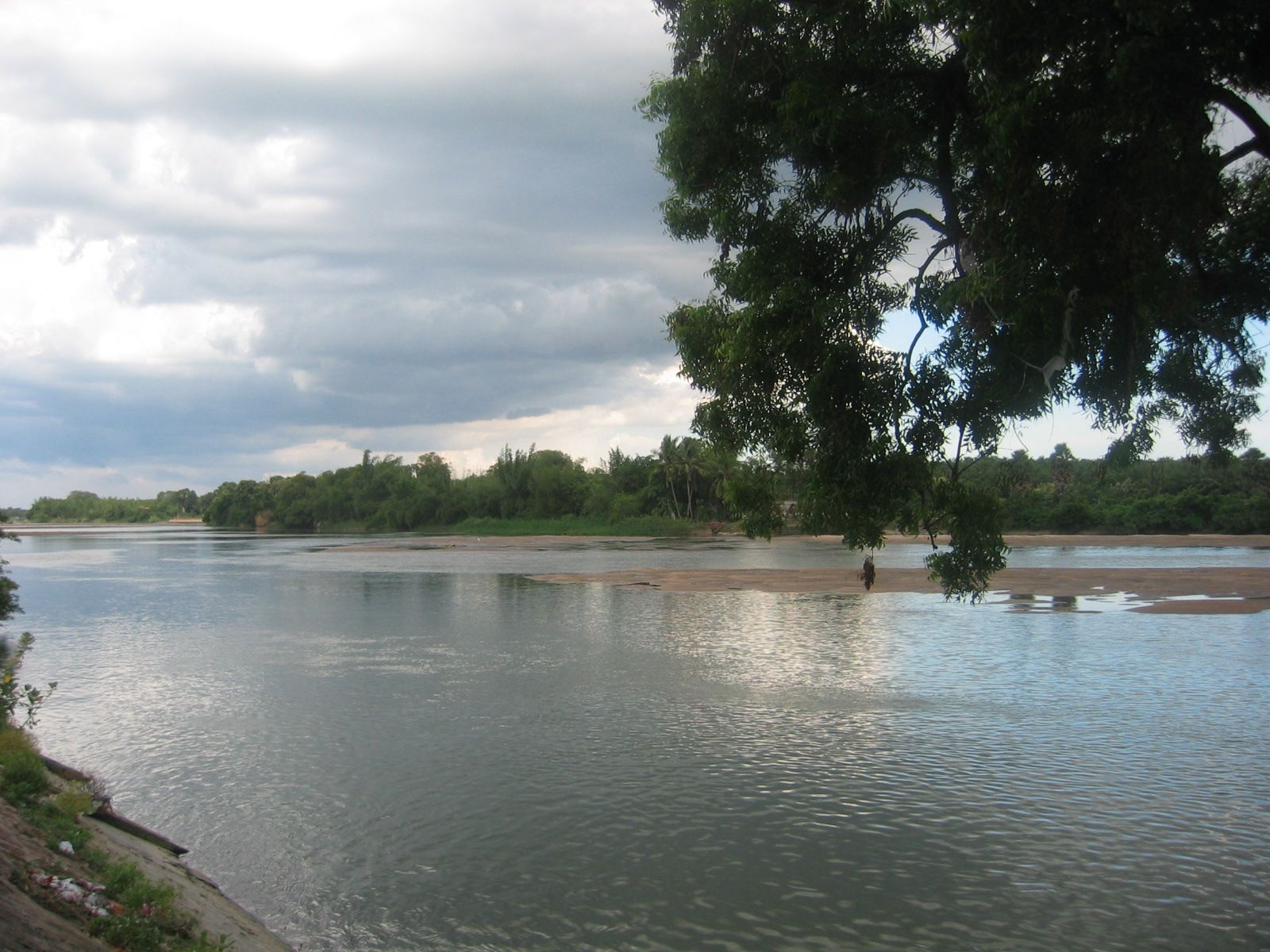
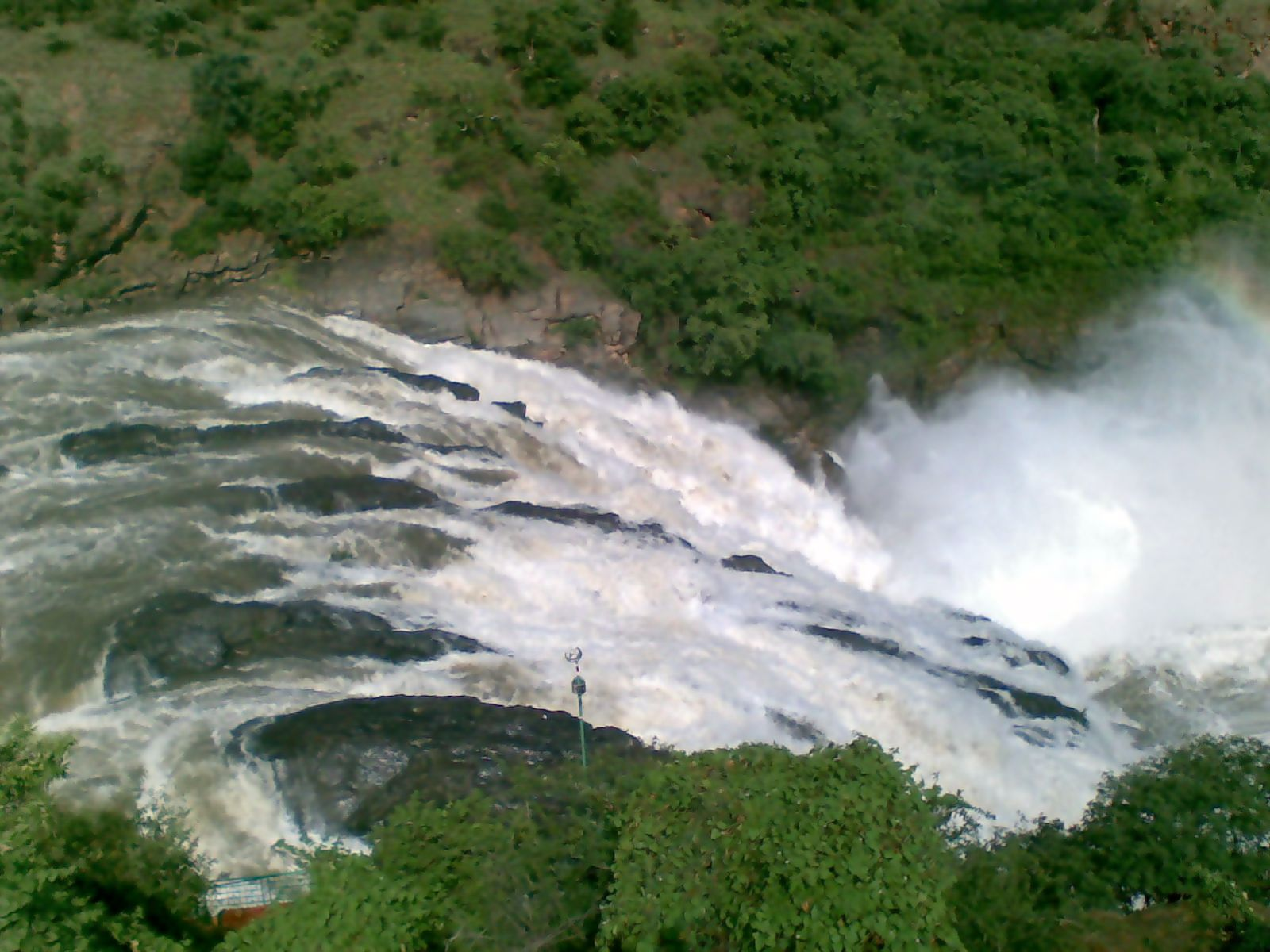
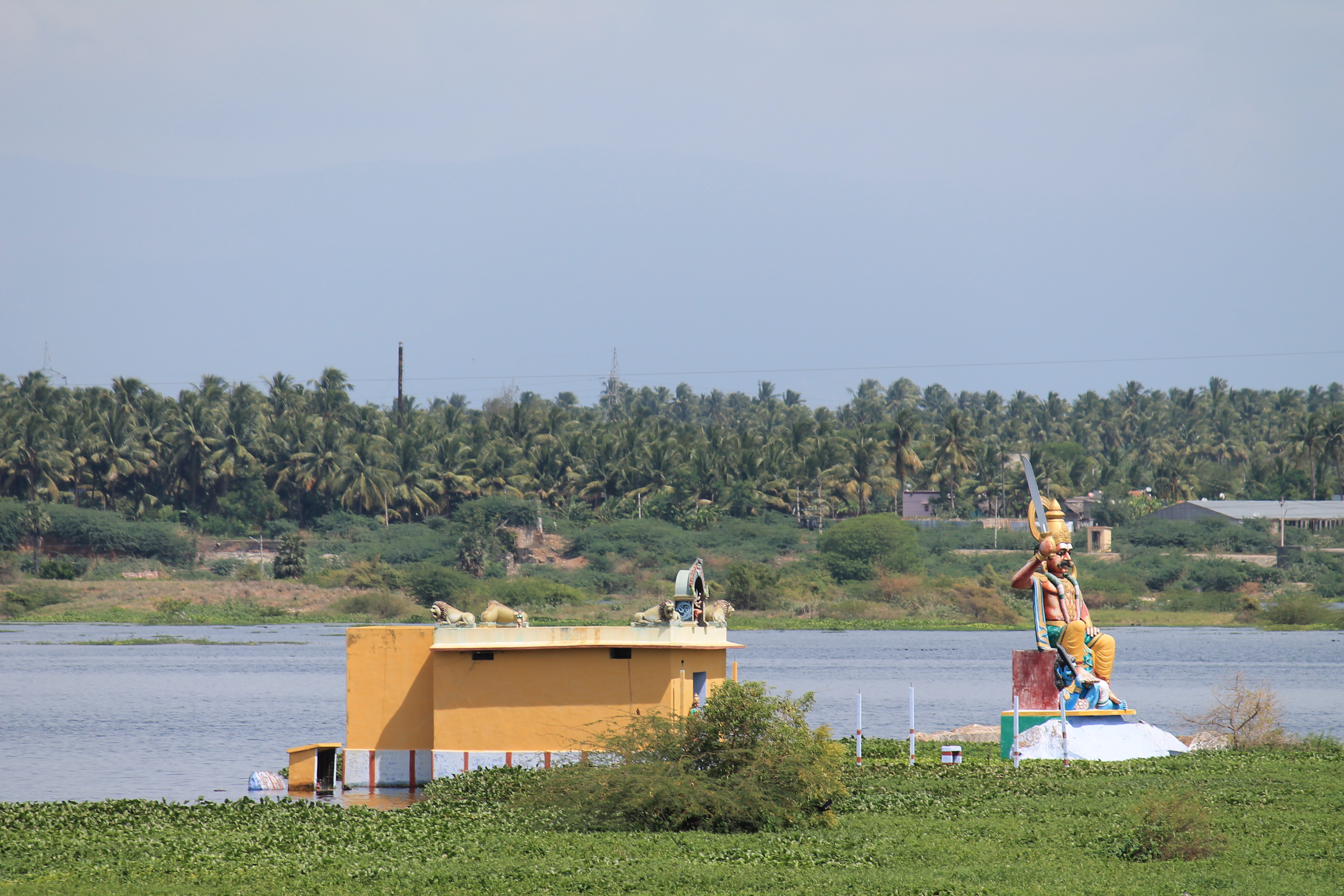
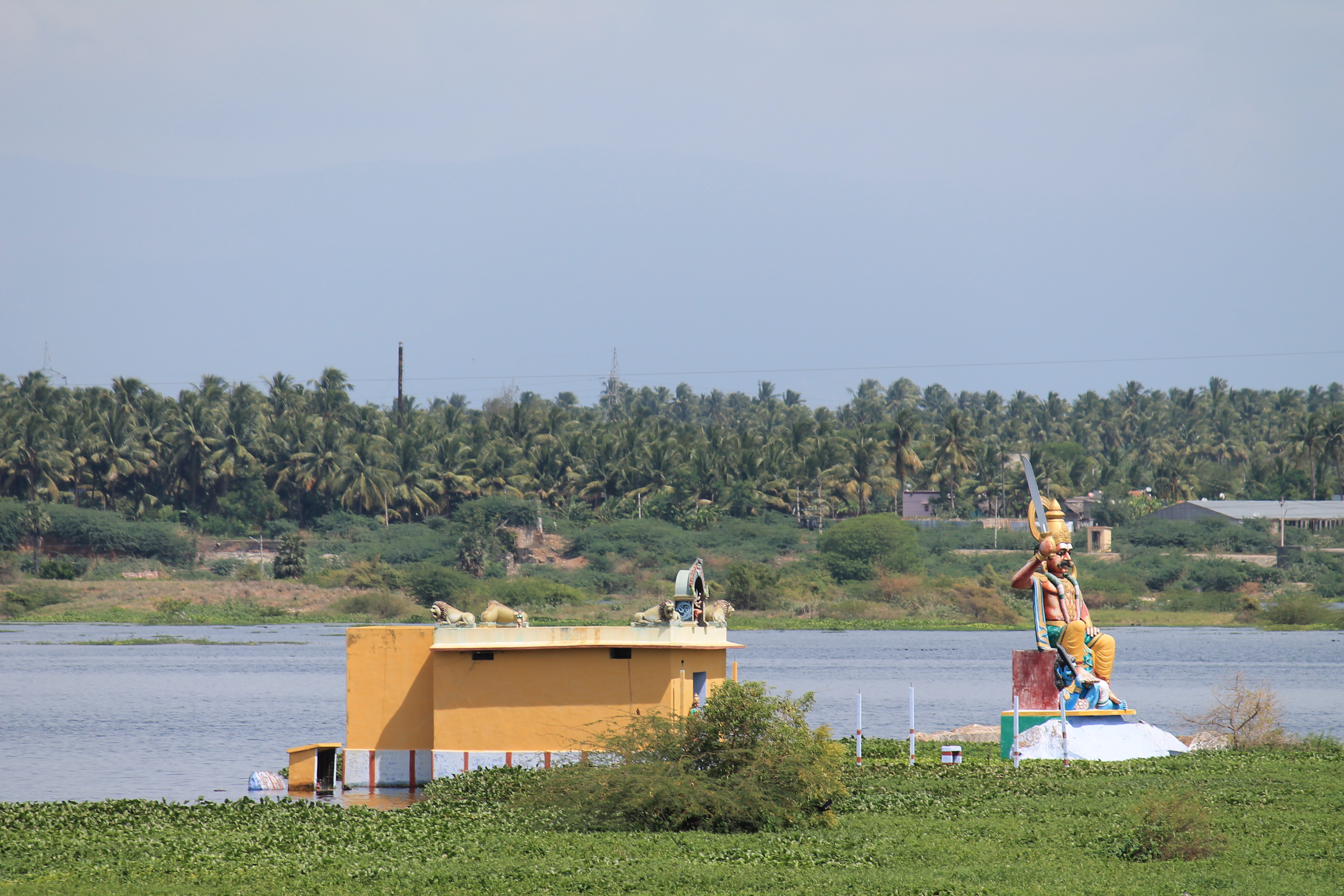